# Аліян
Аліян (перс. آلیان) — дегестан в Ірані, у бахші Сардар-е-Джанґаль, в шагрестані Фуман остану Ґілян. За даними перепису 2006 року, його населення становило 4474 особи, які проживали у складі 1146 сімей.

## Населені пункти
До складу дегестану входять такі населені пункти:
- Аббаскух
- Ґав-Кух
- Джір-Дег
- До-Аль-Кух
- Кіш-Даре
- Кольта-Сар
- Кур'є
- Латін-Пард
- Масджед-Піш
- Мішке
- Муса-Кух
- Паланґ-Даре
- Сефід-Санґан
- Сіях-Варуд
- Татафруд
- Теймур-Кух
- Тусе-Кале
- Хаджке
- Шалаше-Даре